# Dimítris Horn
Pour les articles homonymes, voir Horn.
Dimítris Horn (grec moderne : Δημήτρης Χορν), né le 9 mars 1921 à Athènes et mort le 16 janvier 1998, était un acteur de théâtre et de cinéma grec.

## Biographie
Dimítris Horn était l'un des deux fils de l'officier de marine et dramaturge Pantelís Horn (en), descendant de Lázaros Koundouriótis. 
Il entra à l'école du théâtre national en 1940. Il monta sur scène cette même année, dirigé par Maríka Kotopoúli. En 1945, il joua aux côtés de Melina Mercouri. 
Sa principale partenaire dans les années 1950, au théâtre comme au cinéma, fut Élli Lambéti.
Lors de la Semaine du cinéma grec 1960 (Thessalonique), il reçut le prix de meilleur acteur.
En 1967, il épousa l'héritière Anna Goulandri, veuve d'un fils d'Aléxandros Papágos.
À la chute de la dictature des colonels, il prit la direction de l'Ellinikí Radiofonía Tileórasi (radio et télévision grecque).
Après sa mort, un prix annuel portant son nom récompensant un acteur de théâtre a été institué.

## Filmographie
- 1943 : La Voix du cœur
- 1944 : Applaudissements
- 1950 : L'Ivrogne
- 1954 : Le Réveil du dimanche (Κυριακάτικο ξύπνημα) de Michael Cacoyannis
- 1955 : La Fausse Livre d'or (Η κάλπικη λίρα) de Yórgos Tzavéllas
- 1956 : La Fille en noir (Το κορίτσι με τα μαύρα) de Michael Cacoyannis
- 1958 : On ne vit qu'une fois de Yórgos Tzavéllas
- 1960 : Mia tou Kléphti... (Μια του κλέφτη) de Dimítris Ioannópoulos (el)
- 1961 : Malheur aux jeunes d'Alékos Sakellários

## Récompenses
- Semaine du cinéma grec 1960 (Thessalonique) : meilleur acteur (Mia tou Kléphti...)
- Semaine du cinéma grec 1961 (Thessalonique) : meilleur acteur (Malheur aux jeunes)